# سرو تاک
 سرو تاک(نام علمی: Ipomoea quamoclit) نام یک گونه از سرده نیلوفر پیچ است.

## نگارخانه

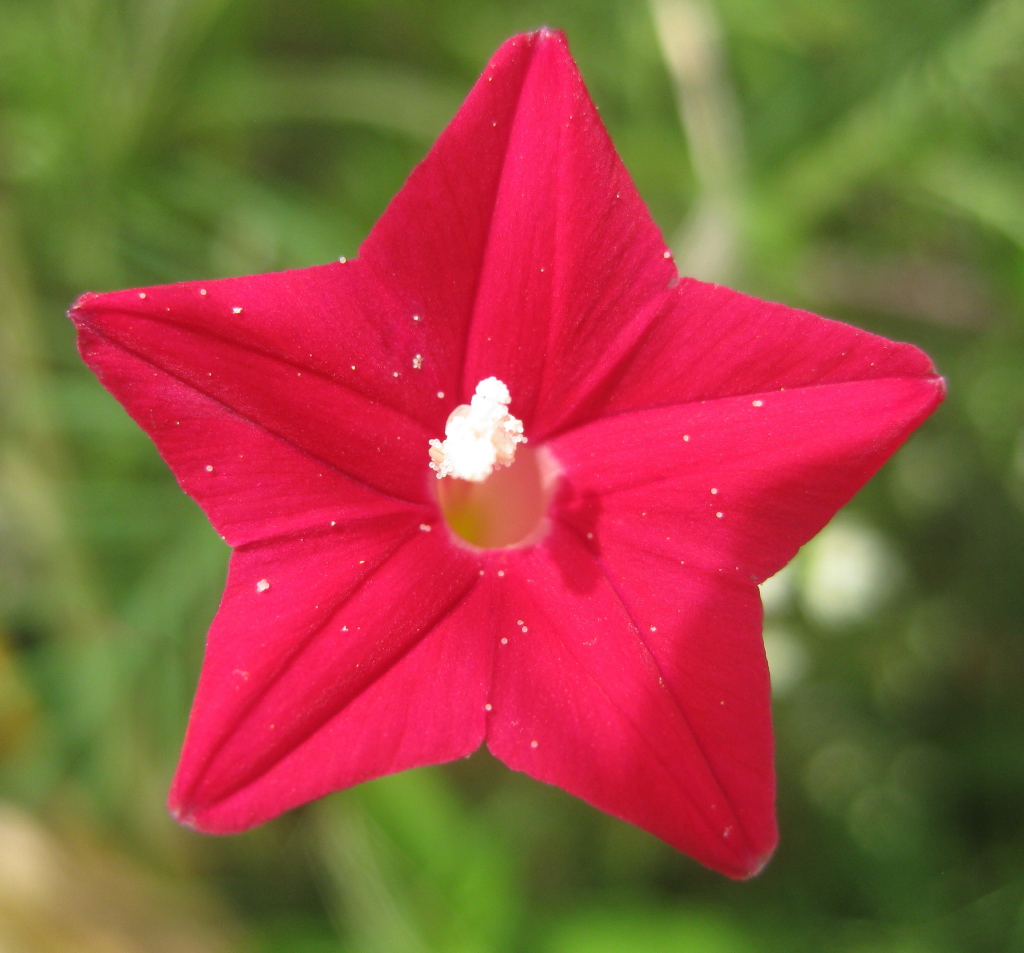
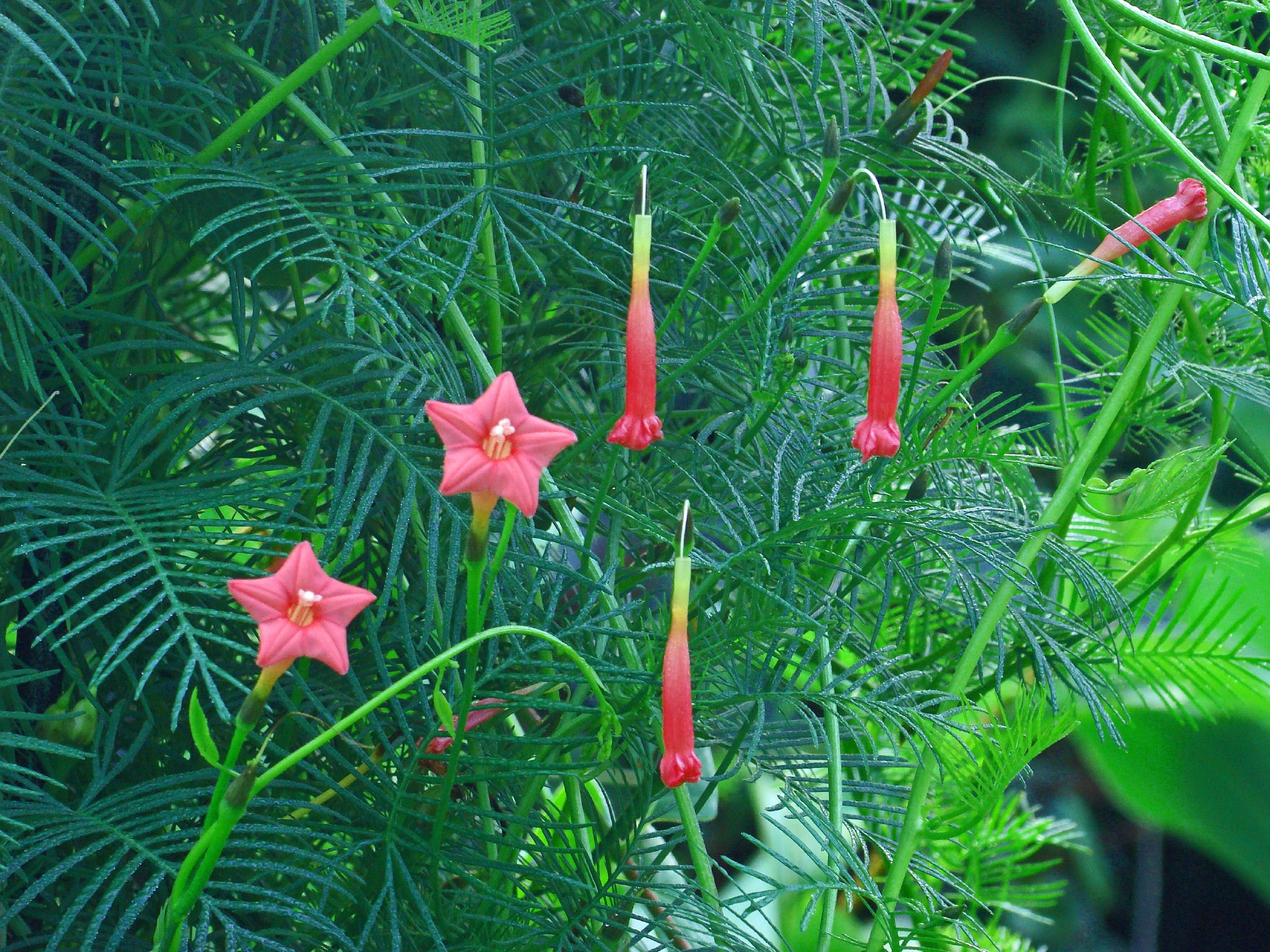
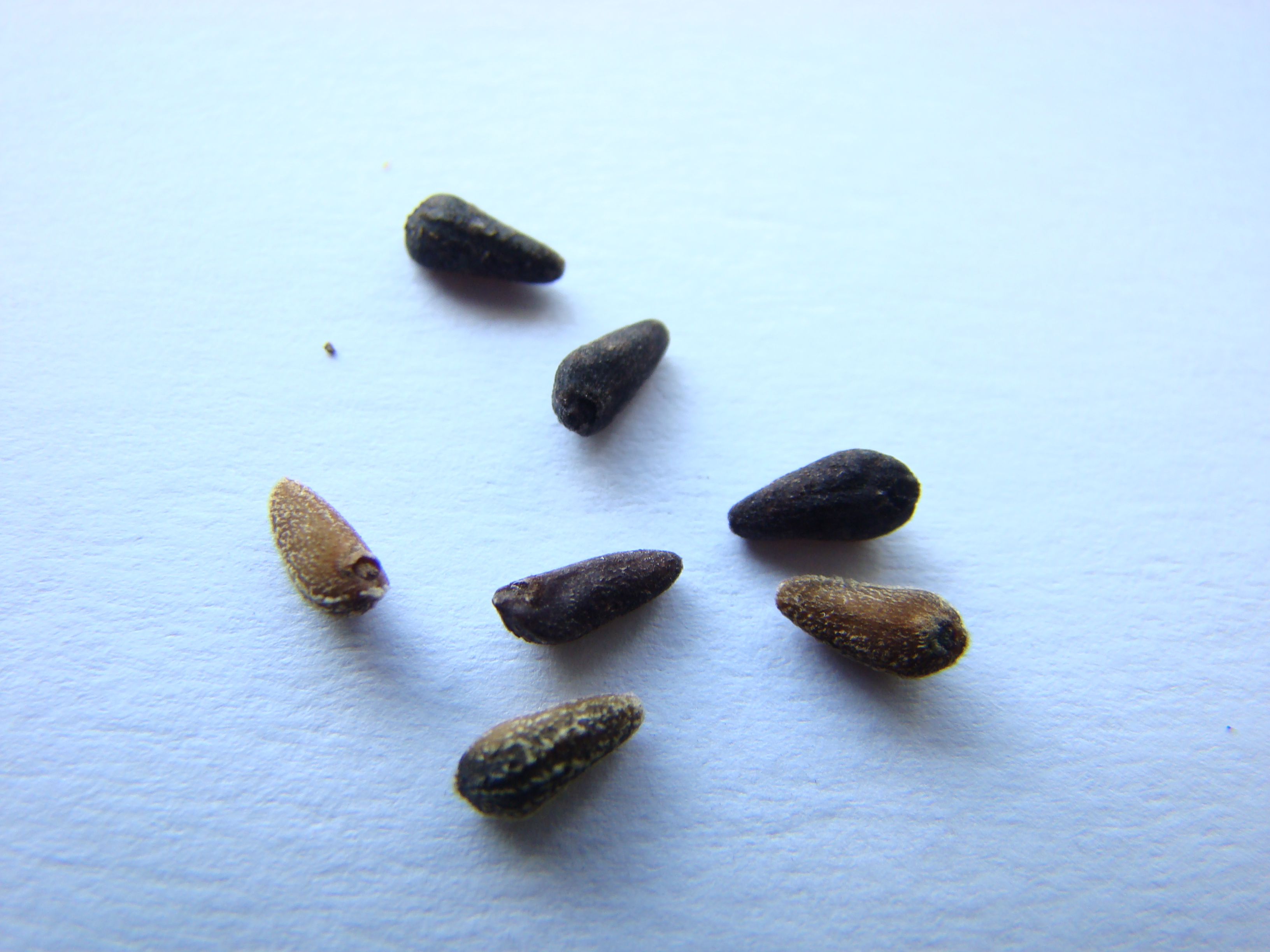
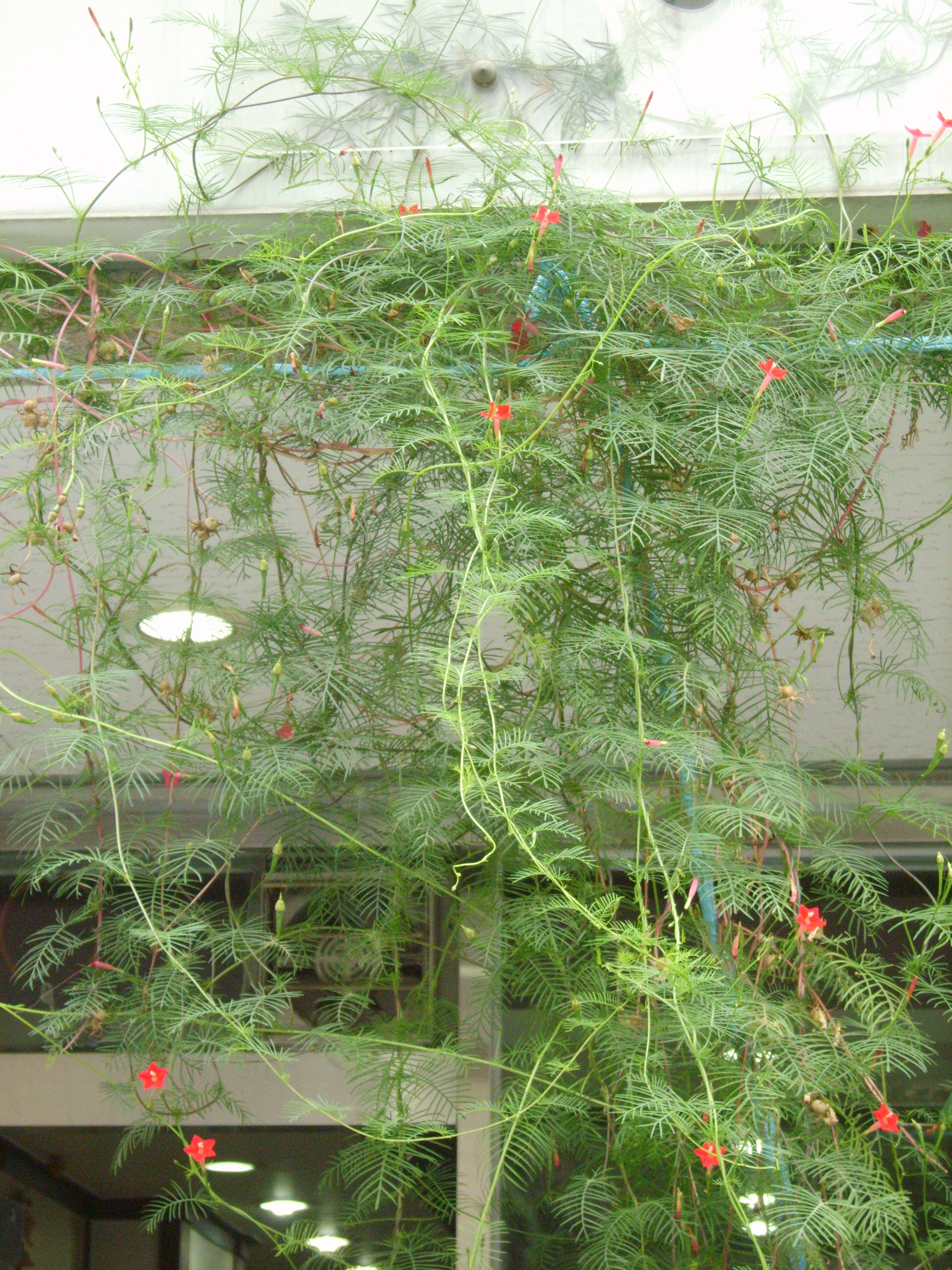